# Олефіренко Олексій Гнатович
Олексій Гнатович Олефіренко (12 вересня 1912, село Одрадівка, тепер Новотроїцького району Херсонської області — 29 жовтня 1984, село Федорівка Новотроїцького району Херсонської області) — український радянський діяч, бригадир тракторної бригади Новотроїцької МТС Новотроїцького району Херсонської області. Депутат Верховної Ради УРСР 2-го скликання.

## Життєпис
Народився в бідній селянській родині. З 1927 року — працівник зернорадгоспу на Херсонщині. Закінчив короткотермінові тракторні курси і до 1930 року працював трактористом у радгоспі Новотроїцького району. У 1930 році вступив до комсомолу.
У 1930—1934 роках — помічник бригадира тракторної бригади Попелацької машинно-тракторної станції (МТС) на Херсонщині. У 1934 році закінчив курси механіків.
У 1934—1941 роках — бригадир тракторної бригади Новотроїцької машинно-тракторної станції (МТС) Новотроїцького району.
З 1941 року — у Червоній армії, учасник німецько-радянської війни. Служив шофером 25-ї окремої автотранспортної роти 25-го танкового корпусу, шофером роти підвозу боєприпасів 687-го окремого автотранспортного батальйону 25-ї танкової дивізії.
Член ВКП(б) з 1941 року.
З березня 1946 року — бригадир тракторної бригади Новотроїцької машинно-тракторної станції (МТС) Новотроїцького району Херсонської області.
Потім — на пенсії в селі Федорівка Новотроїцького району Херсонської області. Брав активну участь у громадському житті села та організації ветеранів війни і праці.

## Нагороди
- орден Червоної Зірки
- медаль «За бойові заслуги» (11.06.1944)
- медаль «За визволення Праги»
- медаль «За взяття Берліна» (1945)
- медаль «За перемогу над Німеччиною у Великій Вітчизняній війні 1941—1945 рр.»